# Gerbillinae
Los gerbilinos (Gerbillinae) son una subfamilia de roedores de la familia Muridae, y cuyos integrantes son vulgarmente conocidos como gerbillos. Incluye 16 géneros y 103 especies, distribuidas por África y Asia, todas ellas adaptadas a ambientes áridos. La mayoría son herbívoros y de hábitos nocturnos, aunque también se alimentan de insectos y pequeños invertebrados. 
Uno de los gerbilinos más conocidos es el gerbillo de Mongolia, o jird en inglés (Meriones unguiculatus) el cual fue llevado por primera vez a Estados Unidos por el Dr. Victor Schwentker en 1954. Desde entonces, ha habido un creciente interés científico en estos animales debido a sus características únicas. Debido a su facilidad para criarlos, pronto pasó de ser un animal de laboratorio a animal de compañía. Es posible encontrarlos en muchas tiendas de mascotas en la actualidad, y son mascotas tan populares como los hámsters.

## Características

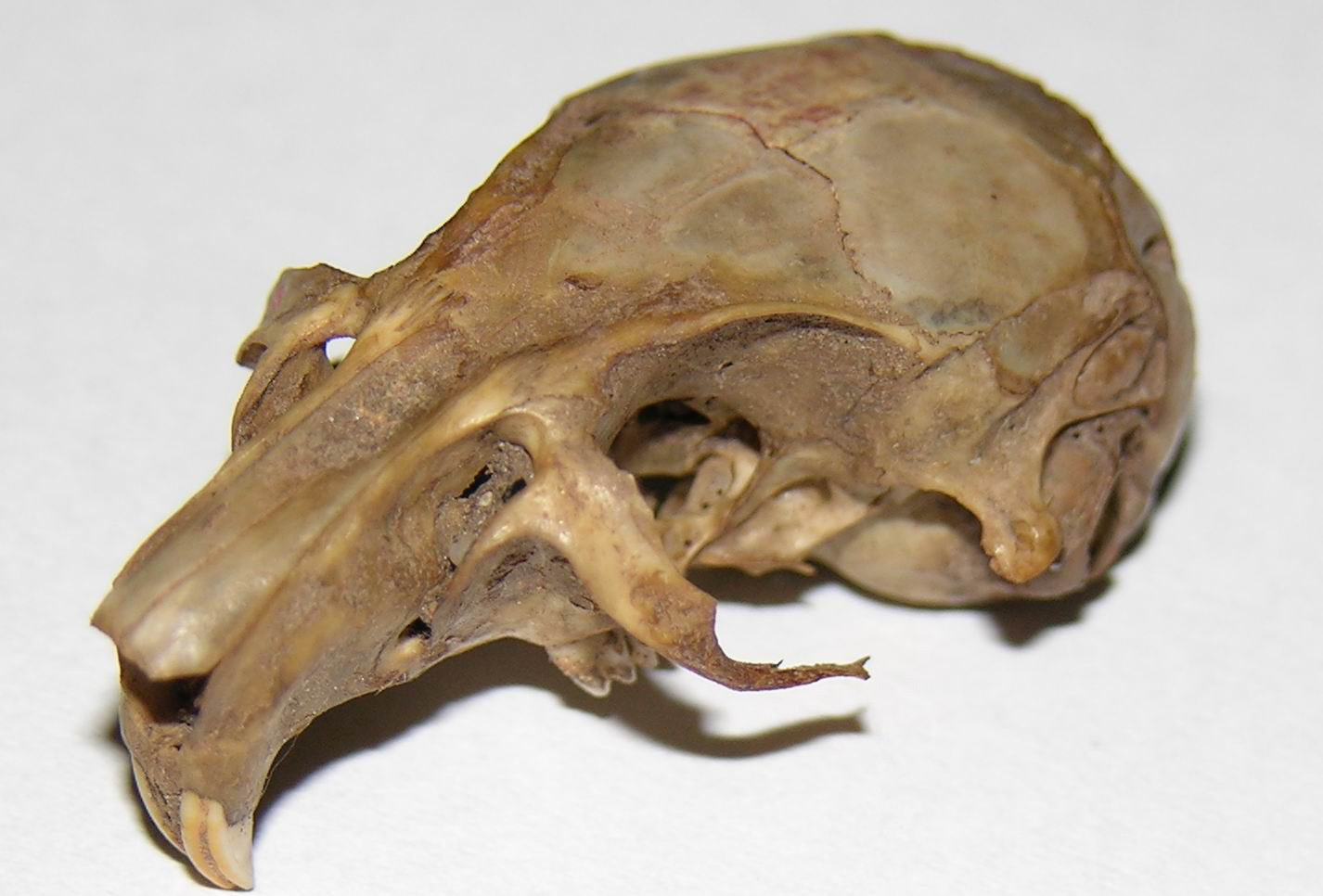
Cráneo de Gerbillo de Mongolia.

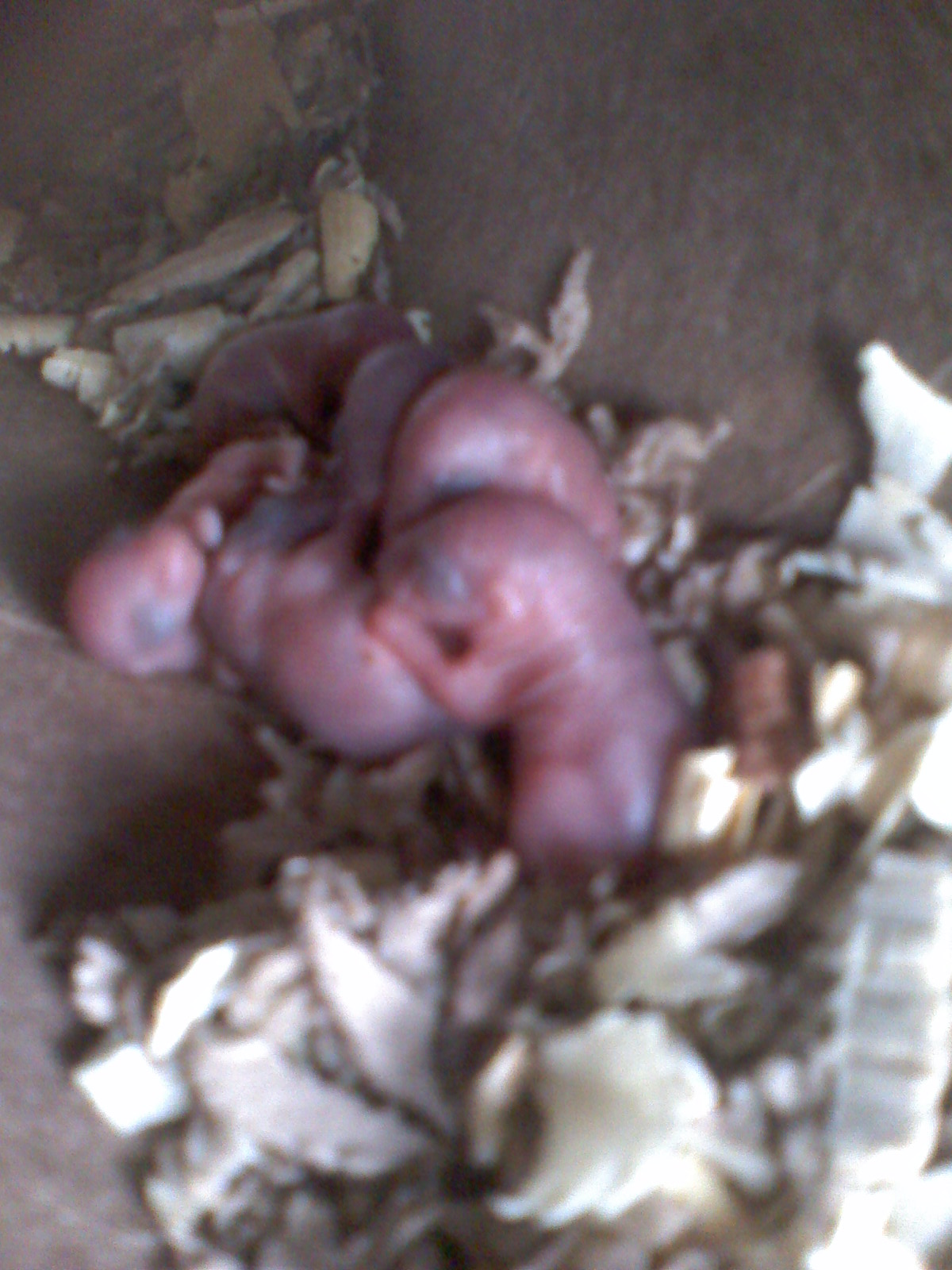
Gerbilinos recién nacidos.

Todos los miembros de la subfamilia Gerbillinae comparten una serie de características fisiológicas comunes, si bien éstas varían de una especie a otra. Por lo general, son animales que en estado adulto alcanzan una longitud corporal de alrededor de 16 a 26 cm de largo, correspondiendo aproximadamente la mitad de esta medida a la longitud de la cola. No obstante, existen especies que alcanzan tamaños muy inferiores a los mencionados e incluso superiores, como es el caso del gran jerbo Rhombomys opimus, que pueden alcanzar unos 40 cm de largo, o el del Pachyuromys duprasi, que rara vez supera los 10 cm.
Físicamente se parecen a los hámsters, pero se diferencian fundamentalmente de éstos en que no poseen abazones donde almacenar alimento, pero si disponen de una cola notablemente más larga(aproximadamente la mitad o más de su tamaño total), así como de un cuerpo más firme y compacto. Poseen a su vez de un par de ojos grandes y negros (rojos para algunas variedades de color) que ocupan la mayor parte de su cabeza. El cráneo, de forma similar a la de un cono invertido, es más corto y ancho que el de los ratones comunes. Las orejas, protegidas por dentro y por fuera por pelo, son grandes y redondeadas, pero pequeñas en comparación con las de los ratones comunes. Su cola, también cubierta de pelo, acaba en un característico penacho. Sus extremidades o patas posteriores están muy desarrolladas; son visiblemente más grandes y fuertes en oposición a las anteriores, lo que les permite desplazarse a saltos erguidos sobre ellas. En cuanto a la coloración de su pelaje, existen múltiples variedades conocidas, muchas fruto de la experimentación genética. Su color varía también entre las distintas especies, con algunas como el Meriones unguiculatus, del que se conocen más de 30 variaciones de color.
Los gerbilinos, como todos los roedores, tienen una esperanza de vida relativamente corta si la comparamos con la de otros mamíferos. En cautividad, lo habitual es que sobrevivan alrededor de tres años o cuatro años, aunque con una buena alimentación y un buen cuidado pueden llegar a vivir más. En estado salvaje, su esperanza de vida se ve notablemente reducida.

## Reproducción
Los gerbilinos suelen alcanzar la madurez sexual alrededor de los tres meses de edad, a partir de entonces la hembra presentará celo cada 4 o 6 días. La gestación dura de 21 a 25 días en condiciones normales, pero si la hembra esta preñada y cuida a otra camada, el parto se retrasará hasta que la primera camada sea independiente. 
El número medio de crías por camada es de 4 o 5 pero pueden nacer hasta diez, la hembra presenta un celo justo después del parto, que es un celo fértil (la hembra puede quedar gestante sin ningún problema).
Las crías no tienen pelo al nacer, son sordas y ciegas y no miden más de 3cm y pesan unos 2,5 gramos. A partir de los diez días de vida las crías comenzarán a salir del nido. Con tres semanas ya ingerirán alimentos sólido y con 4 serán independientes.

## Diferencias entre gerbilino y jerbo
Generalmente se suele nombrar "jerbo" a los gerbillos, pero son especies muy diferentes, de familias distintas, y que lo único que comparten es que pertenecen al mismo orden de los roedores. Los gerbilinos pertenecen a la familia Muridae, y el más común de los gerbilinos es el gerbillo de Mongolia (Meriones unguiculatus), llamado comúnmente gerbillo, gerbil o merión y (erróneamente) jerbo. Por otra parte, los jerbos pertenecen a la familia Dipodidae y son la subfamilia Dipodinae y todas sus especies, incluyendo la más común, el jerbo de Egipto (Jaculus jaculus).

## Lista de especies
| * Género Meriones       | -                                                               |
| Subgénero Parameriones  | Distribución                                                    |
| ----------------------- | --------------------------------------------------------------- |
| Meriones persicus       | Turquía hasta oeste de Pakistán                                 |
| Meriones rex            | Sudeste de la península arábiga                                 |
| Subgénero Cheliones     | Distribución                                                    |
| Meriones hurrianae      | Afganistán, Irán, India y Pakistán                              |
| Subgénero Meriones      | Distribución                                                    |
| Meriones tamariscinus   | Noroeste de China                                               |
| Meriones tristrami      | Turquía, noroeste de Irán y Sinaí                               |
| Meriones vinogradovi    | Asia menor, Irán y Siria                                        |
| Subgénero Pallasyomis   | Distribución                                                    |
| Meriones arimalius      | Omán y Arabia Saudí                                             |
| Meriones chengi         | Xinjiang                                                        |
| Meriones crassus        | Norte de África y sudeste de Asia                               |
| Meriones libycus        | Sáhara Occidental y Xinjiang                                    |
| Meriones meridianus     | Afganistán, China, Rusia y Mongolia, principalmente             |
| Meriones sacramenti     | Sur de Israel                                                   |
| Meriones shawi          | Marruecos e Israel                                              |
| Meriones unguiculatus   | Mongolia, Siberia, China, Xinjiang y Manchuria                  |
| Meriones zarudnyi       | Turkmenistán, Irán y Afganistán                                 |
| * Género Gerbillus      | -                                                               |
| Subgénero Handecapleura | Distribución                                                    |
| Gerbillus amoenus       | Libia, Egipto y posiblemente Mauritania y Túnez                 |
| Gerbillus bottai        | Sudán y Kenia                                                   |
| Gerbillus campestris    | Costa atlántica del Sáhara, Egipto y Somalia                    |
| Gerbillus dasyurus      | Delta del Nilo, Sinaí, Siria y península arábiga                |
| Gerbillus famulus       | Sudeste de la península arábiga                                 |
| Gerbillus henleyi       | Argelia, Israel y península arábiga                             |
| Gerbillus jamesi        | Túnez                                                           |
| Gerbillus mackillingini | Sudeste de Egipto y parte de Sudán                              |
| Gerbillus maghrebi      | Norte de Marruecos                                              |
| Gerbillus mauritaniae   | Centro de Mauritania                                            |
| Gerbillus mesopotamiae  | Cuencas del Tigris y el Éufrates, valle de Irak y oeste de Irán |
| Gerbillus muriculus     | Oeste de Sudán                                                  |
| Gerbillus nanus         | Marruecos, Somalia y este de la India                           |
| Gerbillus poecilops     | Sudoeste de la península arábiga                                |
| Gerbillus pusillus      | Sur de Sudán, sudoeste de Etiopía y Kenia                       |
| Gerbillus ruberrimus    | Kenia y Somalia                                                 |
| Gerbillus stigmonyx     | Sudán                                                           |
| Gerbillus sirtycus      | Noroeste de Libia                                               |
| Gerbillus watersi       | Sudán, Somalia y Yibuti                                         |
| Subgénero Dipodillus    | Distribución                                                    |
| Gerbillus simoni        | Israel y Túnez                                                  |
| Gerbillus zakariai      | Norte de África e Israel                                        |
| * Género Microdillus    | -                                                               |
| Microdillus peeli       | Somalia                                                         |